# Il disertore (romanzo Jean Giono)
Il disertore (Le déserteur) è un romanzo di Jean Giono, pubblicato in Francia nel 1966. Si narra l’affascinante storia di Charles Frédéric Brun detto “il Disertore”, un oscuro imagier francese che visse nel Vallese dal 1850 al 1871 dipingendo quadri devoti e ricevendo in compenso pane, formaggio e lardo.
Il libro è stato tradotto anche in inglese, tedesco e polacco.

## Ambientazione
La vicenda si svolge in Svizzera, nel Comune di Nendaz, appartenente al Cantone Vallese, negli anni che vanno dal 1850 al 1871.

## Trama
Un uomo, terrorizzato e affamato, ma dalle mani bianchissime, dalla Francia entra illegalmente in Svizzera nell'anno 1850. Ha un nome e una professione: si chiama Charles Frédéric Brun e dipinge soggetti sacri per ex-voto. Egli fugge non si sa da che, perciò viene definito il Disertore dalla comunità presso cui si ferma.
Non sembra probabile che il pittore abbia commesso dei reati, però egli teme le forze dell'ordine e rifugge quanto più possibile dagli abitati. La sua abilità come pittore gli conquista l'appoggio del sindaco di Nendaz e la simpatia degli abitanti, ma il Disertore non entra mai in una casa e vive soffrendo freddo e fame, mostrando una tempra eccezionale di volontà e coerenza.
E, nei vent'anni passati a Nendaz, la sua pittura si diffonde nella zona e solo lì. Dipinge per tutti, fissando le fattezze dei vari contadini nei volti dei santi di cui portano il nome. Accetta cibo e qualche volta poco denaro, ma rifiuta di adagiarsi, sempre a causa dei suoi terrori nei confronti della legge. Vivrà così, fino al giorno della morte, il 9 marzo 1871.
L'Autore indaga su questa vicenda umana tanto singolare, localizza la fioritura pittorica di Brun (che molto raramente ha avuto anche commissioni di soggetto profano), ne ricerca i dipinti, ma non giunge a svelare il mistero della fuga di Brun dalla Francia, né quello della sua mancanza di documenti. Eppure l'appellativo di Disertore, che la voce popolare gli ha conferito, appare come il più calzante: Brun è un anarchico dello spirito e, come tale, diserta la società e la gran parte delle sue convenzioni, e a prezzo di stenti difende la sua solitudine.

## Opere derivate
Nel 1973 è stato realizzato il film televisivo omonimo da Alain Boudet; dialoghi di André Blanc, andato in onda il 29 maggio 1973.

## Edizioni in italiano
- Il disertore, traduzione di Patrizio Bocconi, Collana I segni dell'uomo, Parma, Franco Maria Ricci, 1966. - Parma, Guanda, 1997, ISBN 978-88-774-6972-4; Introduzione di Leopoldo Carra, Collana Prosa contemporanea, Milano, Guanda, 2009, ISBN 978-88-608-8061-1.